# Union végétarienne européenne
The European Vegetarian Union (EVU), en français l'Union végétarienne européenne, est une organisation non gouvernementale à but non lucratif regroupant les sociétés et groupes végétaliens et végétariens en Europe.

## Histoire
L'Union végétarienne européenne est fondée à Bruxelles en décembre 1985 à l'initiative des représentants de sept associations végétariennes européennes afin de définir des méthodes et trouver des moyens de coopérer. L'Union est officialisée à Hilversum (Pays-Bas) en 1988[réf. nécessaire].
L'union travaille dans les domaines du végétarisme, de la nutrition, de la santé, de la protection des consommateurs, du climat et de l'environnement, ainsi que de l'étiquetage alimentaire.
En 2010, l'EVU est transférée à Kaiserslautern en Allemagne. Actuellement, les sièges de l'EVU se trouvent à Vienne, Berlin et Bruxelles[réf. nécessaire].

## Prises de position
L'EVU est favorable à l'appellation « burger végétarien » et « steak végétarien », qu'elle juge comme fournissant aux consommateurs des informations sur la forme, la fonction et le goût de ces produits, dont l'origine végétale,. Durant l'été 2023, l'union porte avec d'autres organisations une demande au Conseil d'état d'annuler pour excès de pouvoir le décret n° 2022-947 du 29 juin 2022 relatif à l'utilisation de certaines dénominations employées pour désigner des denrées comportant des protéines végétales.

## V-Label
L'organisation est à l'origine de marques de certification appelé « V-Label », qui se décline en deux logos, l’un « vegan » (végétalien) et l’autre végétarien,.
Le label est utilisé en Suisse, en Allemagne, en Autriche, en Belgique et depuis 2016 en France,

En 2018, Unilever commercialise près de 700 produits végétariens sous le label « V-Label ».

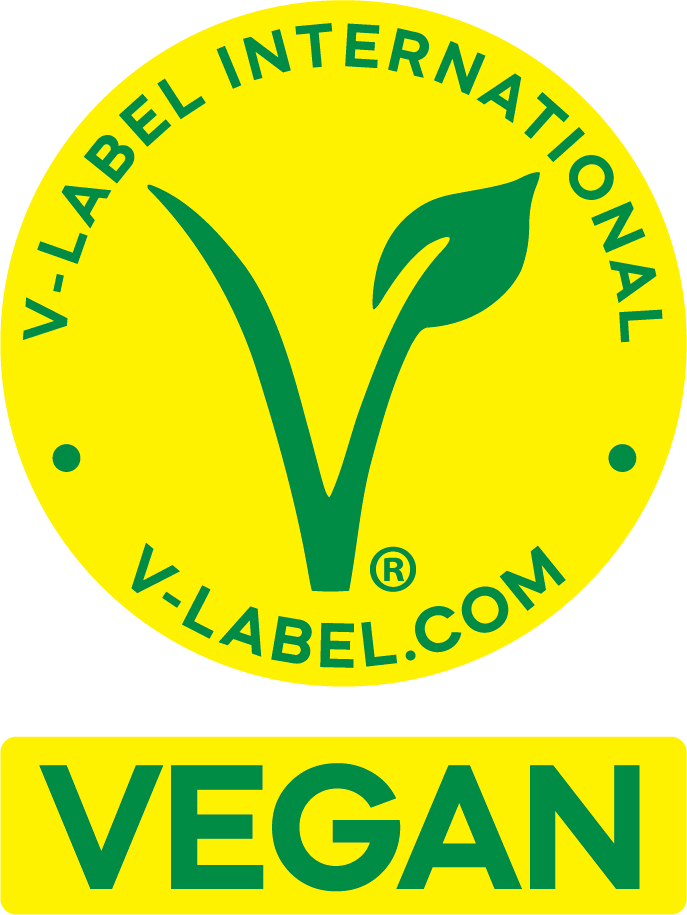
V-Label version végane depuis 2023[8].
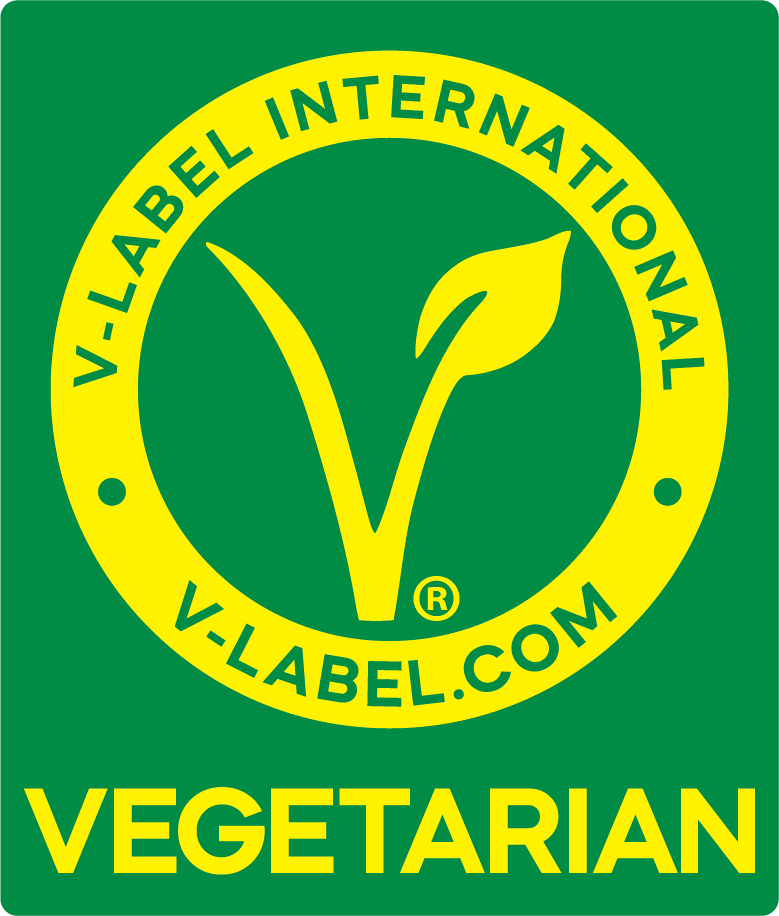
V-Label version végétarienne depuis 2023[8].